# زايوكوفو (قبردينو - بلقاريا)
زايوكوفو (بالروسية: Заюково) هي مدينة في جمهورية قبردينو - بلقاريا في روسيا.
يبلغ عدد سكانها حوالي 10167   نسمة.